# ドイツ料理

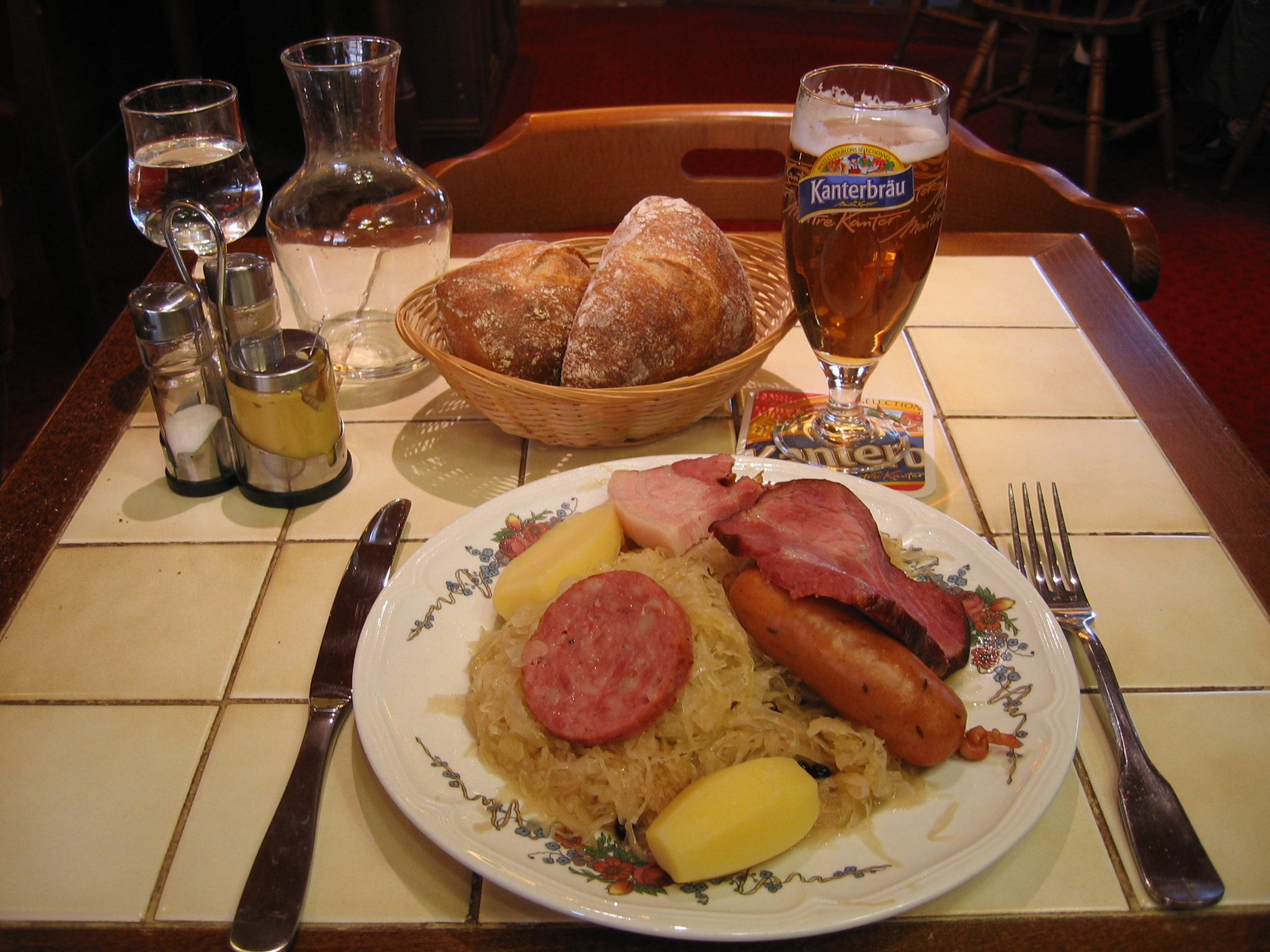
ザワークラウトとヴルストを中心としたドイツ料理の一例

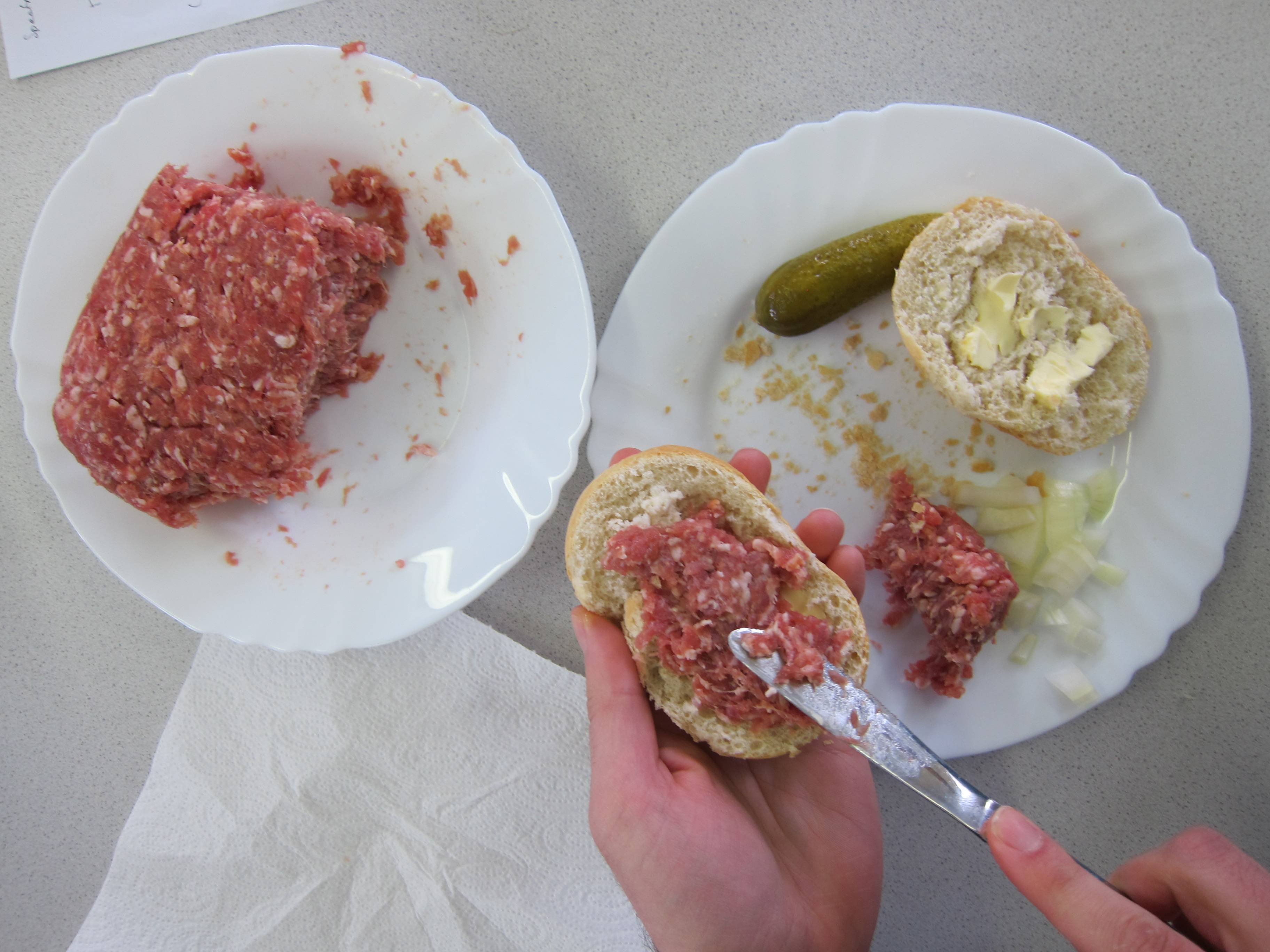
パンに生の豚肉を調味したメットを塗って食べる一例

ドイツ料理（ドイツりょうり、ドイツ語: deutsche Küche）は、ドイツで食べられている料理。ドイツ語圏のオーストリア料理やスイス料理、アルザス料理、ルクセンブルク料理なども含むことがある。

## ドイツ料理の特徴・歴史
ドイツ料理の定番材料として考えれれている食材にはハム、ソーセージ、ジャガイモ、ザワークラウトがあるが、これらは寒冷な土地の保存食であるという特徴がある。実際にはこういった保存食に加えて、日本で言うところの「旬」という考え方もあり、5月にはアスパラガス（独: Spargel）、6月にはアンズタケ（独: Pfifferling）、冬には鹿肉などのジビエ（ドイツ語: Wildbret）がよく食される。
主食はパンであり、食事用にはライ麦や全粒粉を使ったパンも多い。
また、ドイツ料理には定番と呼べる料理が少なく、郷土料理が豊かなのも特徴に挙げられる。ビールに限ってもドイツ全土で5,000種類以上あると言われ、ソーセージも各地方独自のものが多数ある。これには、統一国家が成立したのが1871年と遅いという歴史的な事情と、ドイツ連邦共和国に16ある連邦州ごとに教育や文化を管轄しているという政治的な事情の双方からくるもので、前述のビールやソーセージも郷土色が強ければ、主食であるパンも郷土色が強い。これは食文化に限らず、方言や祝日の日数の違いにも表れている。
一般的には「南ドイツ地方は北ドイツ地方と異なる食材が並ぶ」とされる。南ドイツは温暖で土地も肥沃で、小麦やワイン用ぶどうの生産が可能である。ただし、海水魚を使った郷土料理など、北部でしか食べられない料理も存在する。

### ドイツ料理とジャガイモ
ドイツにおけるジャガイモの収穫量はヨーロッパ全体のジャガイモ収穫量の20 %を占めると言われる。
新大陸発見後、南米からもたらされたジャガイモは、長い不作の時期、ドイツの民衆の飢えを満たす上で多大な貢献があった。当時の食糧不足からくる口減らしの悲劇は、グリム童話の子捨てや姥捨て話の中にその痕跡を残している。18世紀にフリードリヒ大王が寒冷地でも育つ作物としてジャガイモの栽培を推奨して以来、ドイツ料理にジャガイモは欠かせない食材となった。
パンやソーセージ、ビールにはドイツの各地方独自に種類があるが、ジャガイモも50種類ほどは栽培されており、料理に使用するジャガイモの品種にこだわる人も多い。ドイツの料理では、ジャガイモを使った料理が必須のメニューに数えられる。

## ドイツの食習慣
ドイツの国民性として食事への関心が薄いという点も挙げられる。家事においても、炊事よりも掃除と洗濯に費やす時間が優先され、料理に時間をかけることはあまりない。温かい料理は昼食のみで、朝食と夕食にはパンにハムを乗せただけといった冷たい食事ということも多い。会社員は夜に温かい食事を採る習慣もあるが、昼に一時帰宅して温かい肉料理や温かいジャガイモを食べることも一般的である。
ドイツでは日々の食事について次のようなことわざがある。
朝食は種類豊富な食事を採り、昼食はやや豊かな食事を採り、夜は少量の食事とするのが昔のドイツでは行われていた。
カルトエッセン（独: Kaltessen）、カルテスエッセン（独: kaltes Essen）とは「冷たい（kalt）」「食事（Essen）」の意であるが、朝食や昼食の残り物とパン、ハムやチーズなど冷たい保存の効くものを食べることを意味し、ドイツの家庭における夕飯としては伝統的なものである。
カルトエッセンに対するヴァルメスエッセン（独: warmes Essen、温かい食事）は肉入りスープ等温かいものを含む食事で、昼食のみとするのが伝統的な食習慣となる。勤務者も一時的に帰宅してスープやシチュー、肉の一品料理、ザワークラウトやピクルスといった酸味のある惣菜、サラダ、パンなどのヴァルメスエッセンを食することが多い。
上記の風習も変化はおきており、弁当を持参し職場で食べる会社員や社員食堂、学生食堂で温かい昼食を食べる会社員、大学生も多くなっている。伝統的なカルトエッセンの夕食もシングル世帯や夕食を短時間で済ませたい人には多いが、加熱調理した夕食を食べる人も増えてきている。
また従来は肉の消費量であれば豚肉、牛肉、鶏肉の順に多かったが、健康志向の高まりによって豚肉の消費量は減少し、鶏肉や魚の消費量が増加傾向にある。油脂については植物性の消費量に増減はないが、動物性油脂の消費量は減少傾向にある。食材以外でも河川近くの農地では農薬を散布しないといった自然環境保護からの動きもみられる。外食産業は特に健康志向の傾向が強く、鉄板焼きを含む日本料理店や中華料理店の人気が高まっている。

### 朝食
ドイツでは朝食を2回採る習慣がある。1度目の朝食は朝起きてすぐ、7時前に食べられる。コーヒー、ココア、ホット・チョコレートといった温かい飲み物と小型パン（ブレートヒェン（独: Brötchen）、クラインゲベック）にバター、ハチミツ、ジャムなどを塗って食べる。ハムやチーズ、ヨーグルトや果物などを食べる家庭もある。2度目の朝食は10時頃に学校や職場で食べられる。なお、ドイツの学校は朝早くから昼過ぎまで授業が続き、午後は行われないため、授業の途中で2度目の朝食としてリンゴ、バナナ、洋ナシといったフルーツやサンドイッチ、プレッツェルや菓子パンが食べられる。この2度目の朝食をZwischenmahlzeitと呼ぶが、日本語ではおやつと翻訳されることもある。

### 昼食
伝統的な1日の中で温かい食事をとるのは、基本的に昼食のみである。学校に通う子供を持つ家庭では、上述のように昼すぎに学校の授業が終わるので、子供が帰宅する13時頃以降に昼食となる。肉料理に野菜、ジャガイモなどの付け合わせもあり、ボリュームも多い。
ただし、近年の健康志向や肥満を避ける新しいタイプのドイツ人は、昼食が必ずしも暖かくないこともありえる。

### 夕食
18時から20時頃に家族そろって夕食を食べる。
上述のように加熱した料理ではなく、パンとハムやソーセージ、チーズ、ピクルスなどが多い。パンは朝食同様の小型パンの場合もあるが大型のパン（ブロート）を食べる分だけスライスして食べる。伝統的な生活スタイルはこうであるが、夕飯に温かな食事をとる家庭も増えてきている。

## ドイツ料理の食材

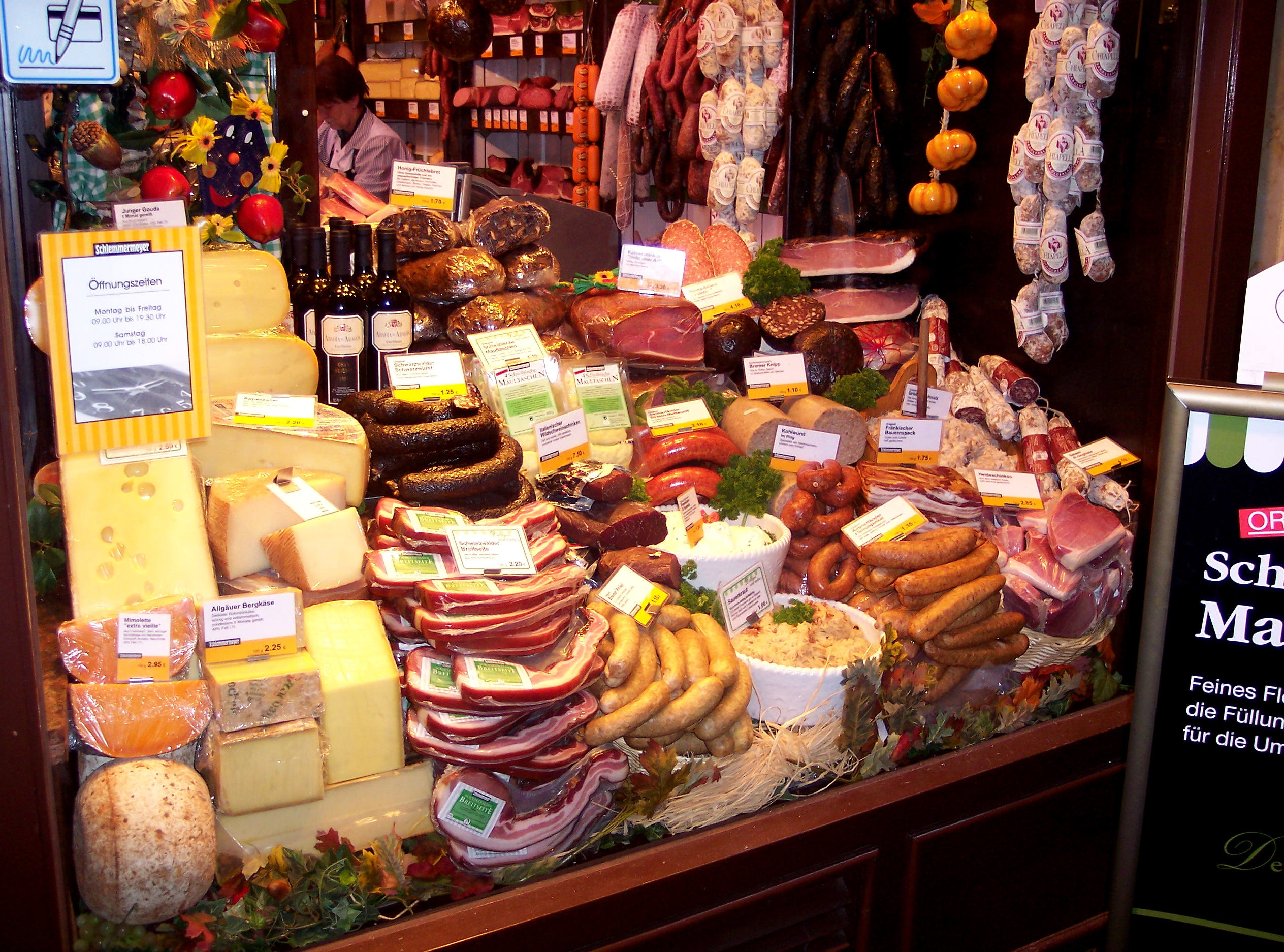
ドイツの店頭に並べられたソーセージ・ハム・サラミ類とチーズ

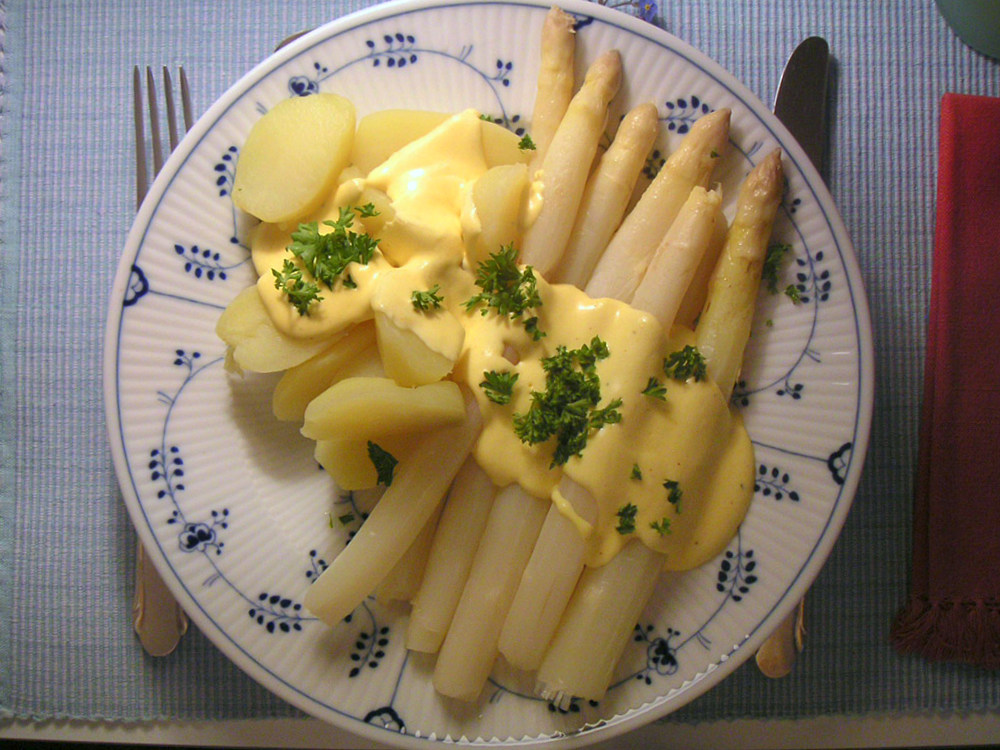
典型的なオランデーズソースをかけたアスパラガスとジャガイモ

### パン
パンはドイツ料理の主食である。
各地方にさまざまなパンがあり、ドイツ南部では小麦粉を用いたパンが多く、北部ではライ麦などを使用したパンが多い。

### 肉
ドイツでは豚肉・牛肉・鶏肉が主に消費される肉類であり、豚肉が最も人気がある。2011年においては、ドイツ国民1人当たり平均で61キログラム（134ポンド）の肉を消費した 。なお、近年は健康志向の高まりから豚肉の消費量は減少し、鶏肉や魚の消費量が増加傾向にある。
家禽では鶏肉が最も一般的だが、アヒル・ガチョウ・七面鳥も食されている。狩猟の肉、とりわけイノシシ・ウサギ・鹿・キジは秋から冬にかけてが旬とされる。ラムとヤギ、ウマも食されるが、食材としては稀な部類に含まれる。
肉は通常ポットローストやフライパン炒めで調理されるが、これらのレシピは大抵フランス料理由来である。硬い肉を柔らかくするために用いられる調理法、ザウアーブラーテン、マリネ肉、酢やワイン酢と混合し数日浸けこむといった方法はドイツ国オリジナルである。
ソーセージ（ヴルスト、独: Wurst）作りはドイツの長い伝統であり、数百の地域バリエーション、1,500以上の種類が存在する。
現在も多くのヴルストが、ドイツの精肉店（MetzgerまたはFleischer）で豚・鹿・牛・鳥・羊・ラムの腸詰として作られている。
最も有名で最も人気があるのは、一般的に粗挽き肉とスパイスで作られたブラートヴルスト(独: Bratwurst)、豚肉または牛豚を燻製にし冷水で調理されたヴィーナー(独: Wiener)、血液（豚やガチョウが多い）で作られたブルートヴルスト(独: Blutwurst)やシュヴァルツヴルスト(独: Schwarzwurst)などがある。コールドカットには数千種類がある。
地域特産品も存在し、国の多くの地域で見られる（例えばミュンヘンの白ソーセージはバイエルンで一般的）。

### 魚
ドイツにおける魚の年間消費量は、1人当たり平均14キログラムである。その3分の2弱が海水魚で、4分の1が淡水魚、残る10%強をその他の魚介類が占める。なかでもサーモン、ニシン、マグロが最も一般的に食されている。国内産のものとしては、養殖によるトラウトとパイクパーチ、コイが最も多く提供されている。ウナギ、ペルカ（パーチ科）、パイクなど他の種類の魚類については、商業的な養殖よりは、むしろスポーツフィッシングの対象や郷土料理の範疇である。
魚は、加工製品や燻製として食べられることが多い。鮮魚または冷凍魚の状態で調理されるのは、上記消費量のうち5.2キログラムに過ぎない。その調理方法は、身に小麦粉をまぶして鉄板焼きにしたミュラリン・アルト（独: Müllerinart、粉屋のおかみ風すなわちムニエルのこと）、そして酢入りのスープで煮たブラウコッヘン（フランス料理法のオー・ブルーと同様）が一般的である。ニシンの塩漬けや発酵させたマチェスは主に料理の付け合わせとして、頻繁に登場する。代用サーモン（シロイトダラやスケトウダラの肉を着色したもの）、ジャーマンキャビア（各種の魚卵を着色したもの）、「マスキャビア」（マスの卵を着色したもの）といったコピー食品も、魚類の消費量の一角を占めている。
特別な魚料理としては、クリスマスのコイ料理（フライまたはブラウコッヘン）、初夏のカレイ料理、野菜の出し汁で煮たウナギに白いバターソースを添えたアール・グリュン（直訳は「緑のウナギ」）などがある。

### 野菜
ドイツでは気候風土の関係で、新鮮な野菜が食卓に届くのは3月から10月頃までで、冬の間は発酵させたザワークラフトや酢漬けのピクルスなど、保存野菜が中心になる。その中でも、保存の効く玉ねぎやジャガイモは、いろいろなレシピで使われている。後者の起源はフリードリヒ2世によるジャガイモ栽培キャンペーンから来る。料理としては、アイントプフ、酢漬けキャベツとウインナーの煮込み、アウフラウフなどがよく知られる。また、他の国ではあまり見かけない珍しい野菜を用いたメニューもあり、アーティチョーク、白アスパラガス、チコリー、コールラビなどが代表的な存在である。

## ドイツ料理の一覧

### スープ

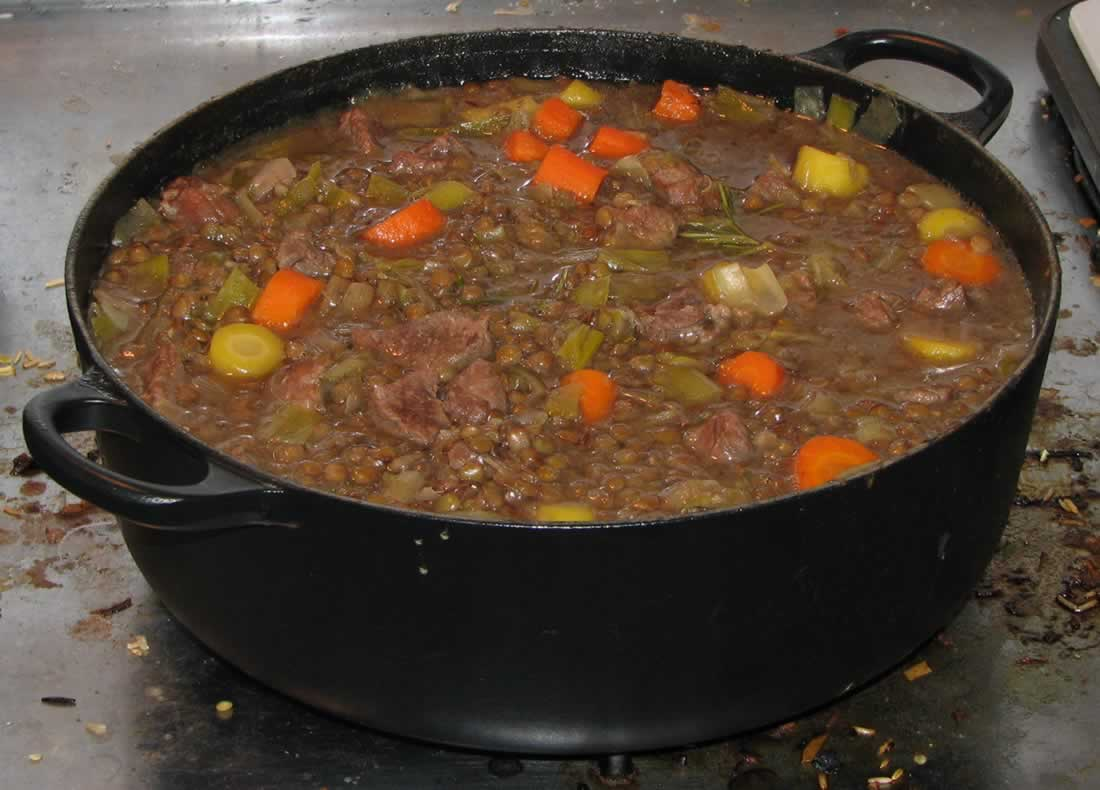
アイントプフ

- ツヴィーベル・ズッペ - オニオンスープ。
- アイントプフ - 通称「農夫のスープ」。
- レバークネーデル・ズッペ - レバーの肉団子スープ。
- アール・ズッペ - うなぎのつみれ汁。
- グーラッシュ - 牛肉のシチュー。
- カトッフェル・ズッペ - ポテトのスープ。
- コールズッペ - キャベツのスープ。

### 食肉加工品
- ソーセージ

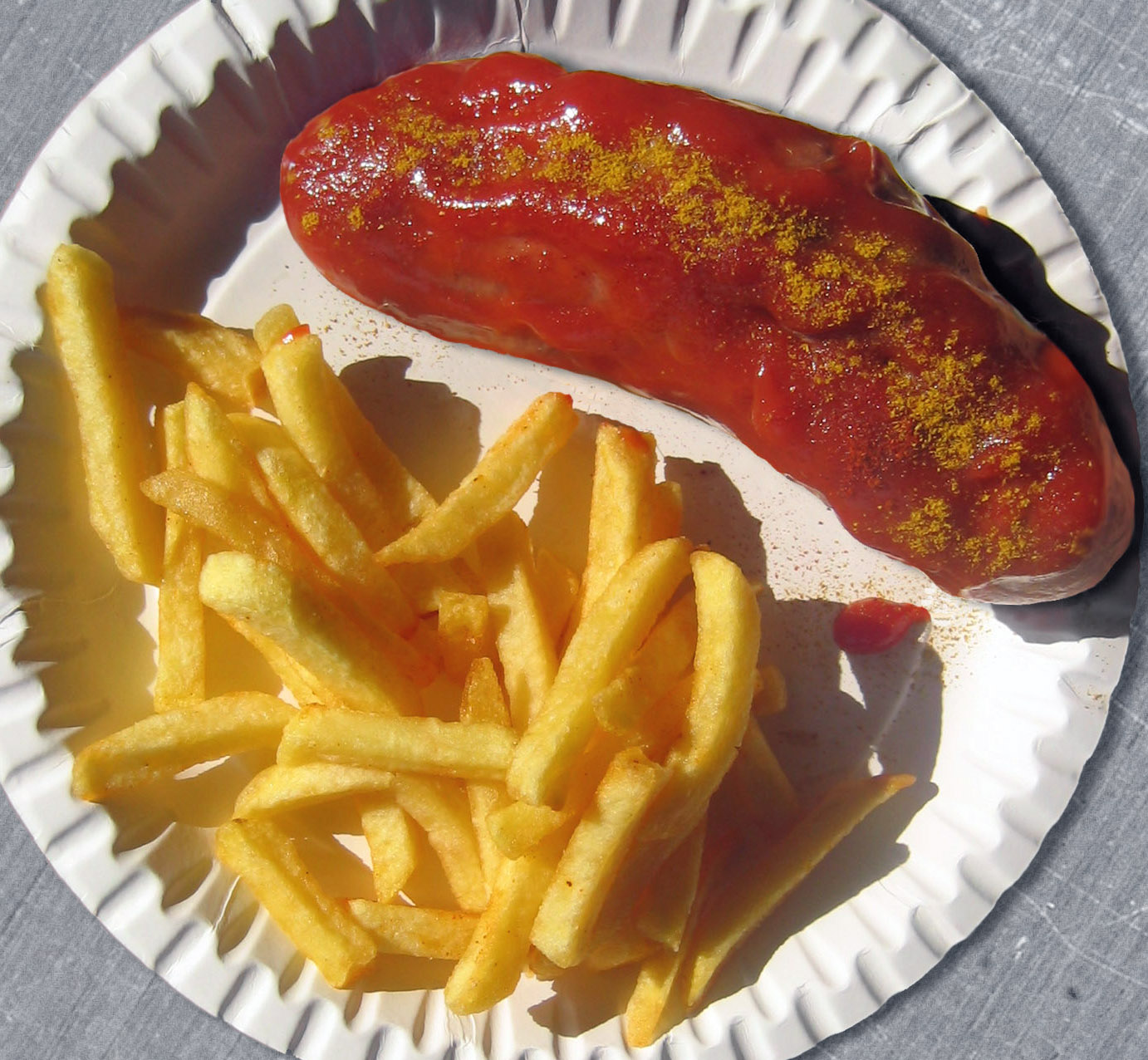
カリーヴルスト

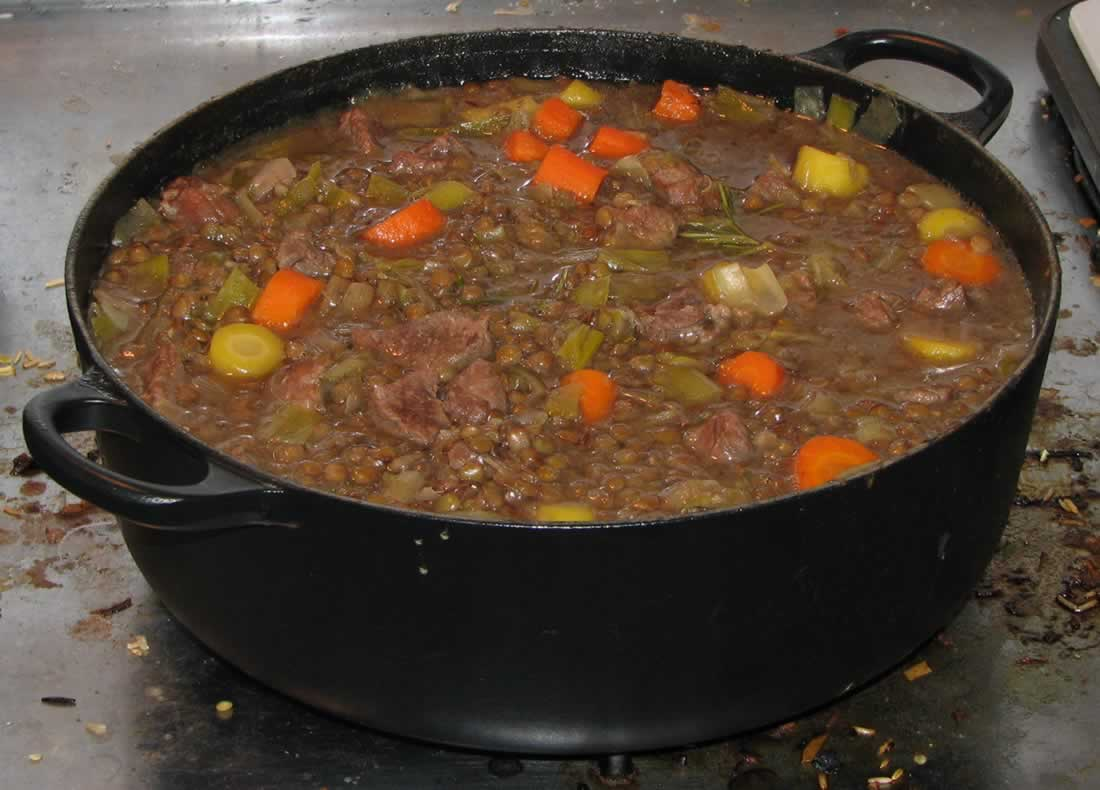
アイントプフ

- - カリーヴルスト - 焼いたソーセージにケチャップとカレー粉をまぶした軽食。
- レバーケーゼ - 挽肉をスパイスとともに型に詰めて蒸し焼きにしたもの。南ドイツやオーストリアではフライシュケーゼとも呼ばれる。

### 肉料理
- シュニッツェル - 仔牛肉を叩いて薄くし、細かいパン粉を付けて揚げた料理。豚肉や鶏肉を使う場合もある。
- コトレット - カツレツ。
- アイスバイン - 塩漬けの豚すね肉を使った煮込み料理。
- フリカデッレ - ミートボールに類似した料理。形状は丸形とは限らず、様々なバリエーションがある。
- ハンバーグ - ドイツ語ではもっぱらハックステーク（挽肉のステーキ）やドイチェ・ビーフステーク（ドイツ風ビフテキ）と呼ばれる。挽肉のパテを上記のフリカデッレよりも薄く広く、ステーキ肉のような形に整えてから焼くもの。ドイツ食品典ではハンバーグの材料について、飲食店で提供ないし市販の場合、肉を80%以上用いることと規定されている。
- クネーデル - 主に丸い形に成形された肉団子。下記のように、肉を用いないクネーデルも多種存在する。
- シュバイネハクセ - 豚脚のロースト。
- ザウアーブラーテン - 肉の蒸し煮。
- カッセラー - 豚肉を塩漬して軽く燻製した料理。
- ルーラーデン - 薄切りの肉で具を巻き、焼いたもの。
- ケッセルフライシュ（ドイツ語版） - バラ肉やさまざま部位の肉（豚の顔皮や尻肉、舌、臓物など）を水煮にしたもの。ヴェルフライシュともいう。
- シュラハトプラッテ（英語版） - 豚バラ肉とザワークラウトをケッセルフライシュのように煮込み、ブラッドソーセージなどと盛り付ける。
- ザウレニーレン（ドイツ語版） - ドイツ南部の伝統料理。細切りにした豚の腎臓をフライパンで焼き、酢やレモン果汁で調味したソースで煮たもの。
- ザウマーゲン - 豚の胃袋に具材（角切りの豚肉、炒めたタマネギ、潰したジャガイモなど）を詰めて湯煎したもの。プファルツ地方の名物で、同地方出身のヘルムート・コール連邦首相がドイツを訪れた他国の首脳たちに振舞ったことでも知られる。
- タルタルステーキ - 牛肉などの生肉をみじん切りにしたものを生のまま食する料理。
- メット - 新鮮な豚挽肉を調味し、生のまま喫食する。ハッケペーターとも呼ばれる。

### 魚料理
- ロイヒャーアール（ドイツ語版） - うなぎの燻製。

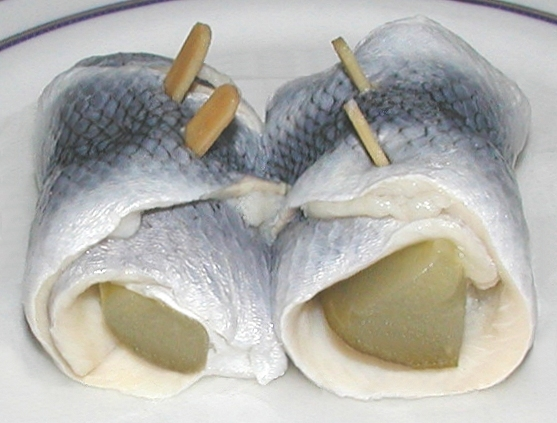
ロールモップス

- フィンケンヴェルダーショレ（ドイツ語版） - ハンブルグ郷土料理。カレイ（ショレ）のソテー。
- マチェス - ニシンの塩漬け
- キーラーシュプロッテ（ドイツ語版） - キール名物。ニシンのマリネ。
- ロールモプス - 酢漬けにしたニシンの身でキュウリやタマネギ等のピクルスを巻いたもの。ベルリン発祥とされている。
- フレンキッシェカルプフェン - コイのフランケン地方風から揚げ。希望に応じて、内臓（イングライシュ）やひれ（フロッセン）が添えられる場合もある。
- フォレレ・ブラウ - マスのスープ煮。
- カルプフェン・ブラウ - コイのスープ煮。
- メーフィシュリ - マイン川で獲れた小魚のフライ。

### 野菜料理

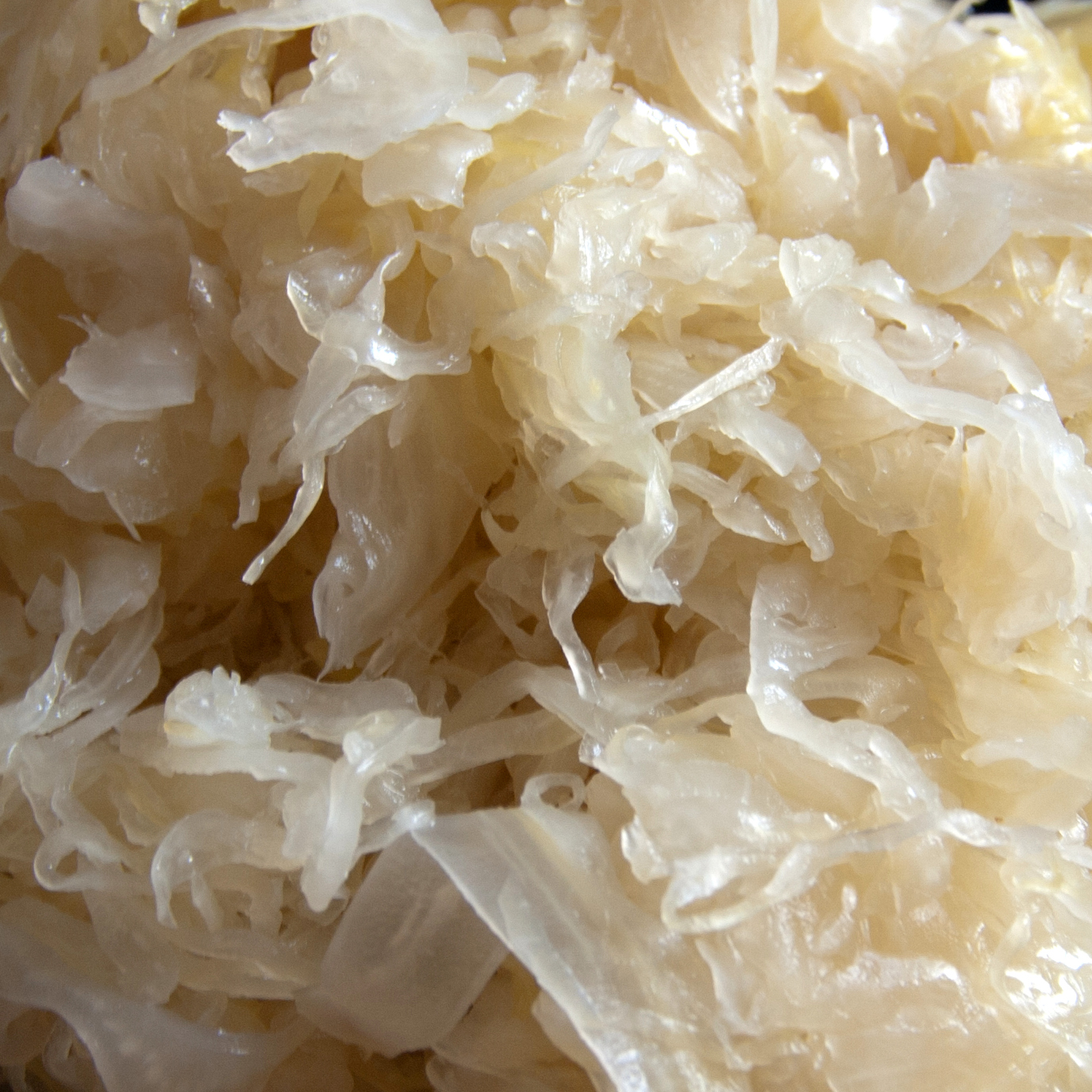
German sauerkraut

- ザワークラウト - 乳酸発酵させた塩漬けキャベツ。
- アウフラウフ - グラタンのようなオーブン料理。
- 農夫の朝食 - ジャガイモと肉を炒め溶き卵を流し込んで焼いた料理。
- カルトッフェルクーヘン - すりおろしたジャガイモとタマネギを焼いたポテトのパンケーキ。
- コールロラーデ - ロールキャベツの一種。
- ケーゼ・ミット・ムジーク - 薄切りまたはみじん切りのタマネギをマリネにして、チーズと和えたもの。チーズの代わりにソーセージを用いると、ヴルスト・ミット・ムジークとなる。

### パン

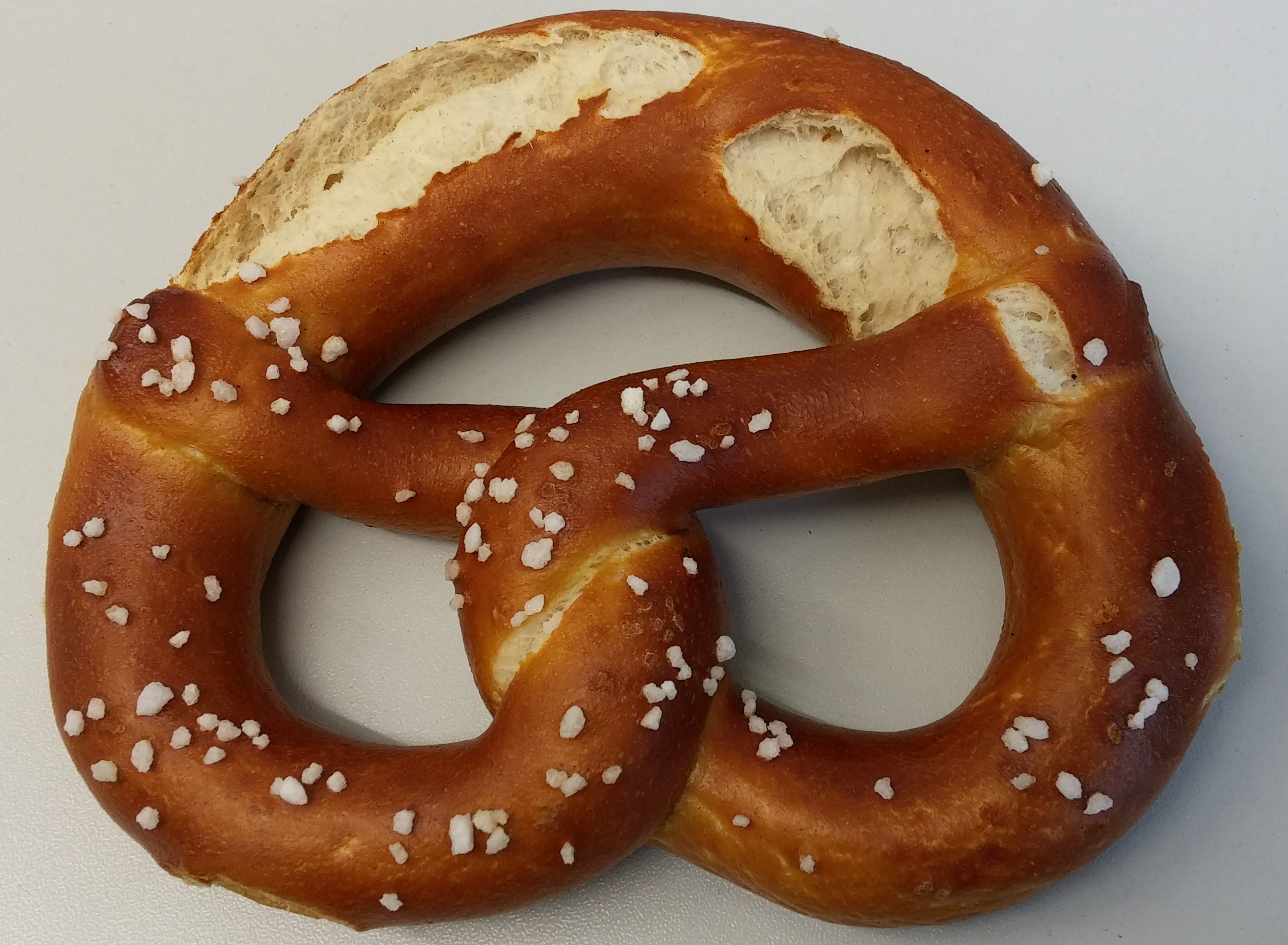
プレッツェル

ドイツでは南部を除いては小麦の栽培が難しかったため、伝統的にはライ麦を使ったパンが主流であった。
- ブロート（パン全般を意味するドイツ語）
- ヴァイスブロート
  - ブレートヒェン（小型のブロート＝ロールパン、ゼンメル 独: Semmel、ヴェック 独: Weck とも）- ハードな生地が特徴の小型パン。生地の配合やトッピング、形状、また地方によって数多くのバリエーションがある。代表的なものにカイザーロールがある。そのままかじる、あるいは手で割るのではなく、横からナイフを入れて上下に二分割してから食べるのが一般的。
- ライ麦パン（サワードウパン）
  - ミッシュブロート - 小麦粉とライ麦粉を混合して焼いたパン。
  - ヴァイツェンミッシュブロート - コムギ（ヴァイツェン）が50%以上使われているミッシュブロート。
  - ロッゲンミッシュブロート - ライムギ（ロッゲン）が50%以上使われているミッシュブロート。
  - シュバルツバルトブロート - ミッシュブロートの一種。
  - ベルリーナラントブロート - ベルリン地方のミッシュブロート。ラントブロートは「田舎パン」を意味し、全国各地に独自のラントブロートが伝わる。
  - プンパーニッケル - ヴェストファーレン地方発祥とされるライムギパン。伝統的な材料は粗挽きライムギと水、食塩だけで、低温で蒸し焼きにされる。
- カルトッフェルブロート - パンの素材のうち、小麦粉の一部ないし全部をジャガイモで置き換えたもの。
- ブレーツェル（プレッツェル） - 生地を紐状にし、結び目のようにねじり、ラウゲン液（苛性ソーダ液）に浸けてから焼く。このパンがもととなった同形状の焼き菓子がある。
- ダンプフヌーデルン - 蒸し団子。多くの場合、スイーツとして提供される。
- クランスキーソーセージ・パン

### ヌードルほか

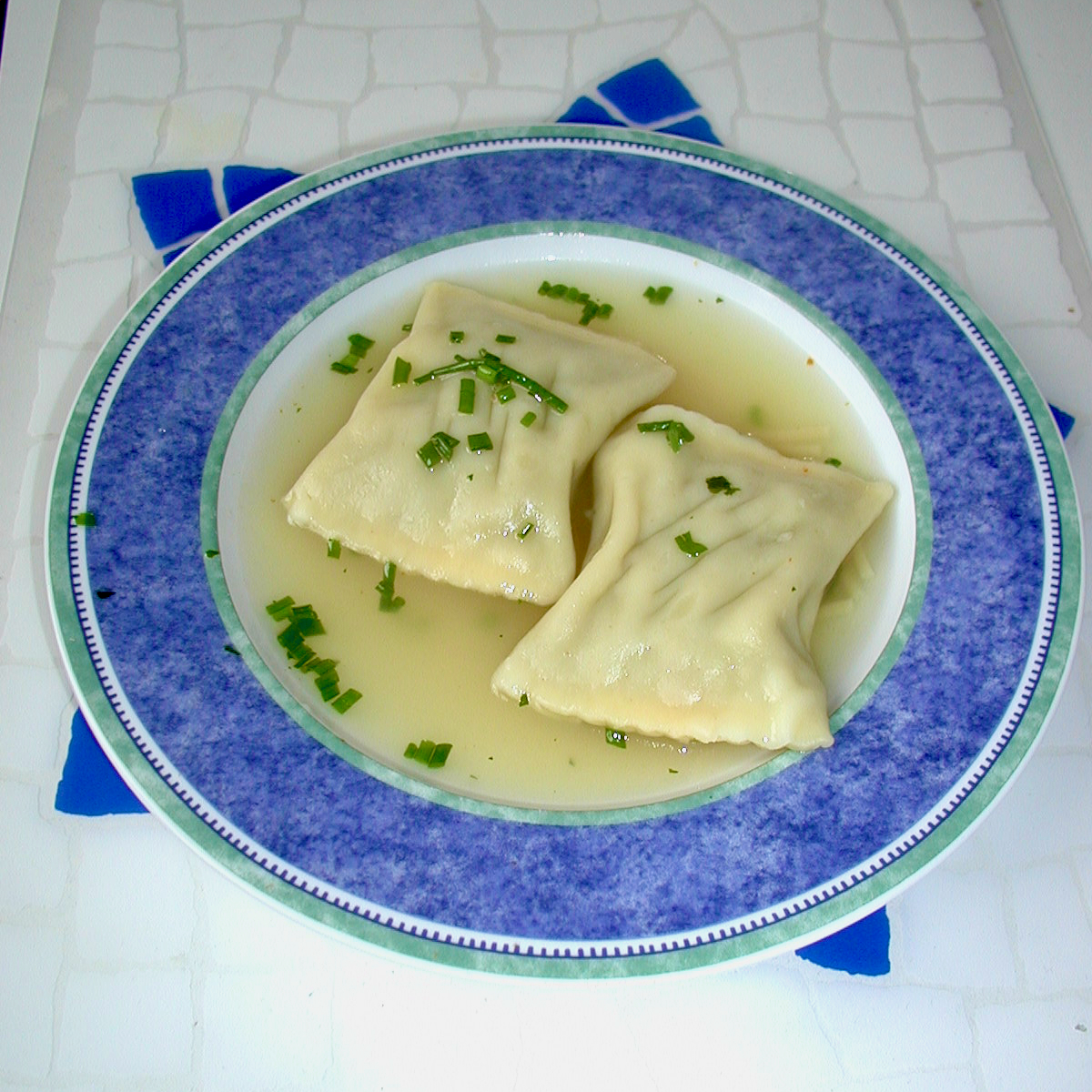
マウルタッシェ

- マウルタッシェ - 挽肉と野菜を詰めたダンプリング。
- シュペッツレ - 柔らかく短い卵麺。
- クネーデル - ダンプリングの一種。材料として小麦粉、固くなったパン、ジャガイモ、挽肉など様々なバリエーションがある。
- シュトラマー・マックス - スライスしたライ麦パンに目玉焼きやハムなどを乗せた軽食。
- トースト・ハワイ - スライスした小麦パンにパイナップル・ハム・チーズなどを乗せ、オーブンで焼いたオープンサンドイッチ。
- アウフシュニット - ハム・ソーセージ・チーズなどをごく薄く切り分けたもので、英語圏のコールドカットに相当。「冷たい食事」で皿に盛り付けたり、サンドイッチの具として供される。

### 卵料理
- ゾールアイ - 調味塩水に浸けた固ゆで卵。

### お菓子
- クーヘン
  - バウムクーヘン
  - アプフェルクーヘン  - リンゴのケーキ
  - ビーネンシュティヒ
  - シュトロイゼル - クーヘン
  - ツヴィーベルクーヘン - タマネギのクーヘン。
- トルテ
  - シュヴァルツヴェルダー・キルシュトルテ
- ローテグリュッツェ
- マルチパン(マジパン)
- レープクーヘン
- クラップフェン
- ベルリーナー・プファンクーヘン
- カイザーシュマーレン
- 焼き栗
- シュネーバル
- フランクフルタークランツ
- シュトレン
- フリュヒテブロート - 直訳すると果物パンすなわちフルーツケーキの一種。ドライフルーツ・ナッツ類・スパイスがふんだんに使われる。ドイツ南部を中心に、アドベントの時期の風物詩である。
- アイアシェッケ

## 飲み物
- ビール
  - ケルシュ
  - ヴァイツェンビア
  - ピルスナー
  - アルト
- ラドラー
- ワイン
  - 白ワイン
  - フェーダーヴァイサー
- グリューヴァイン（グリューワイン）
- ショーレ - 果物ジュースまたはワインと発泡ミネラルウォーターを混合した飲み物。
- シュナップス
  - コルン
  - キルシュヴァッサー
  - オープストガイスト - 新鮮な果実をアルコールに浸漬したうえで蒸留したもの。ガイストはスピリッツ類を意味する。例として、キイチゴから作られた場合にはヒンベーアガイストと呼ばれる。
  - オープストブラント - 果実を発酵のうえで蒸留したもの。ブラントはブランデーを意味する。上記のキルシュヴァッサーもオープストブラントの一種である。
- コーヒー類
  - 代用コーヒー - フリードリッヒ大王が、1777年にコーヒーの禁止令を布告して以降、ドイツではどんぐりコーヒーなどの代用コーヒー産業が発展した。
  - カフェファリザール - ラム酒を入れホイップクリームを乗せたコーヒー飲料。
- 茶類
  - 紅茶 - オランダと接するオストフリースラント（東フリースラント）では、かつてのオランダ東インド会社の交易による影響で、紅茶の消費量が全国平均よりも多い。
  - ハーブティー - 健康志向の高まりによって、さまざまな種類のハーブティーが市販されている。

## 日本のドイツ料理研究家
- 野田浩資

## 文献
- 南直人 『世界の食文化 18 ドイツ』 2003年 農山漁村文化協会 ISBN 978-4-540-03220-2
- 藤原辰史 『ナチスのキッチン 「食べること」の環境史』 2012年 水声社 ISBN 978-4-89176-900-0 欧文の参考書の記載多し。